# Neşet Ertaş
|  | Maskinoversættelse og/eller tvivlsomt indhold Denne sides indhold bærer præg af at være en maskinoversættelse og/eller meget dårligt og uklart formuleret. Det vurderes at sproget er så dårligt og eventuelt forkert eller til at misforstå, at det bør omskrives eller oversættes på ny. Du kan hjælpe med at oversætte til korrekt dansk i denne og lignende artikler. Hvis dette ikke sker inden for kort tid, kan en sletning komme på tale. Se evt. denne sides diskussionsside eller i artikelhistorikken. |

Neşet Ertaş (1938;  Çiçekdağı,  Kırşehir - 25. september 2012; İzmir ) er en tyrkisk folkedigter og den sidste store repræsentant for den turkmenske/abdalske kultur og musiktradition. Det er også kendt som " Steppens Plektrum ".
Fra 1950'erne indspillede han centralanatolske folkesange og folkedansemelodier, såvel som de folkesange og bozlakker, han lærte af sin far, Muharrem Ertaş, med de plader, han lavede. Fra 1960'erne og frem optrådte og sang han sine egne digte. Han brugte pseudonymet " Garip ". Fra 1970'erne og fremefter blev hans folkesange fortolket af mange kunstnere fra perioden. I 2009 blev det anset for værdigt til at blive optaget på UNESCOs nationale liste over levende menneskelige skatte . 

## Hans liv

### De tidlige år
Han blev født i 1938 i landsbyen Kırtıllar i landsbyen Kelismailuşağı i Çiçekdağı i Kırşehir . Hans far er Muharrem Ertaş, den stærkeste repræsentant for turkmensk/ abdal musik og især bozlak tradition, og hans mor er Döne Ertaş fra landsbyen Hacıaliobası i Keskin -distriktet i Kırıkkale . Han tog sine første skridt ind i faget ved at spille bækkener og tamburiner ved landsbybryllupper, som han deltog i sammen med sin far i en ung alder.
I en alder af otte flyttede han fra landsbyen Kırtıllar med sin familie og bosatte sig i landsbyen İbikli . Han mistede sin mor, Döne, da han var 12 år gammel. Han levede et nomadisk liv med sin far og brødre i en periode. Hans far, Muharrem Ertaş, giftede sig for anden gang med en kvinde ved navn "Arzu" fra landsbyen Yozgat i Kırıksoku, og de boede i landsbyen i et stykke tid. Senere bosatte de sig i Yerköy- distriktet i Yozgat. De boede i henholdsvis Kırşehir, Çiçekdağı, Yozgat, Yerköy og derefter i Kırıkkale i to år.
Neşet Ertaş kunne aldrig gå i skole, men lærte sig selv at spille violin, derefter cümbüş og bağlama i denne periode. Neşet Ertaş, der spillede og sang folkesange med cümbüş og violin ved de lokale bryllupper, han deltog i med sin far Muharrem Ertaş, sagde, at den person, der påvirkede ham mest i hans kunst, var hans far Muharrem Ertaş: "Jeg skylder min far halvfems procent af min kunst. Min far og jeg er mennesker af samme ånd. " 

## Kunstnerisk liv
Neşet Ertaşs navn blev kendt i hele landet, efter at han spillede og sang bozlak " Geleli Gülmedim Ben Bu Cihana" solo i programmet " Yurttan Sesler ", som blev sendt live på TRT Ankara Radio i begyndelsen af 1950'erne og instrueret af Muzaffer Sarısözen . I mere end tyve år, indtil midten af 1970'erne, blev han inviteret til Ankara Radio hver femtende dag som en "besøgende lokal kunstner" og lavede femten minutters solobånd.
I 1957 tog han til Istanbul og lavede sine første indspilninger af sin fars folkesange. Hans første rockplade, som inkluderede hans fars sang "Neither You Are Garip Garip, You Are Ötersin Bülbül", blev efterfulgt af andre plader og offentlige koncerter. Efter at have arbejdet i Istanbul i to år fortsatte hun sit sceneliv i Ankara på Casablanca Nightclub. Først turnerede han i næsten alle byer og mange distrikter i Tyrkiet med koncertturnéer, hvor han deltog musikere og skuespillere fra forskellige genrer, og derefter med solokoncerter, hvor han optrådte alene.
Han aftjente sin militærtjeneste i 1962 i Narlıdere -distriktet i Izmir . Den berømte saz-mager Hüseyin Koluman, kendt som Tavşancı, som han mødte i Ankara efter sin militærtjeneste, gjorde først Ertaş til partner i sin saz-butik og overdrog derefter hele butikken til ham. Han giftede sig med en pige ved navn Leyla, som kom til sazbutikken med sin kæreste for at møde Neşet Ertaş, som han kendte fra plader og radioen, kort efter han mødte hende. Mange falske og uvirkelige "anonyme historier" blev opdigtet om deres møde og ægteskab med Bolu Leyla, datter af en fattig familie, og om kasinoer og natklubber. Sandheden var, at hans far, Muharrem Ertaş, ikke godkendte dette ægteskab, fordi det fandt sted uden hans viden. Fra sit ægteskab med Leyla Ertaş, som kun varede syv år, havde han to døtre ved navn Döne og Canan, og en søn ved navn Hüseyin .
I 1969, på vej tilbage fra Tyskland, hvor han var taget hen for at give koncert og indspille en plade med et hold af TRT-kunstnere, var han ude for en bilulykke i Jugoslavien . Han blev idømt 3 måneders fængsel i Jugoslavien for at køre uden kørekort. I denne periode, hvor ingen fra Tyrkiet ringede eller spurgte om det, blev en signeret bog bragt til fængslet med sætningen "God bedring til steppens plektrum". Spørgsmålet om, hvorvidt forfatteren af denne bog, skrevet af Yaşar Kemal, sendte den selv eller en anden, forblev uklart i lang tid, fordi han ikke kunne huske underskriveren.
Baseret på denne historie, som han fortalte til Bayram Bilge Tokel, som interviewede ham til dokumentaren i sit hjem i Köln, besluttede Tokel sig i det øjeblik for dokumentarfilmens titel, "Steppens plektrum". Senere blev dette udtryk så meget værdsat og adopteret, at det blev Neşet Ertaş' mellemnavn. År senere kontaktede en fan ved navn Erdoğan Atakar Bayram Bilge Tokel og Kalan Music og informerede dem om, at det var ham, der havde underskrev og sendt Yaşar Kemals bog " Tre anatolske legender " med ordene "God bedring til steppens store plektrum" sammen med tre af sine venner, som han arbejdede for på samme kontor i Karaköy .
I 1976 blev Neşet Ertaş pludselig lammet i fingrene på scenen på grund af rygning og alkoholforbrug. To års fysioterapi gav ingen resultater, og han blev arbejdsløs. Han tog til Tyskland for at få behandling med støtte fra sin ældre bror Necati Ertaş, der arbejdede som arbejder i Tyskland. Kort efter tog hun sine børn med sig og opholdt sig i Tyskland mellem 1979 og 2003. Han bosatte sig først i Berlin, derefter i Köln . Han gav koncerter og deltog i bryllupper i næsten alle byer i Europa, hvor tyrkiske arbejdere var tætbefolkede. Han udgav omkring 20 kassettebånd i løbet af sine år i Tyskland. Han sang folkesange, bozlaks og deyiş, primært hvis tekster og musik han selv skrev, samt halay- og dansemelodier fra den centralanatolske region. Andre værker, hun har opført, inkluderer folkesange, som hun hørte fra sin far Muharrem Ertaş, samt folkesange, dansemelodier og halay-melodier fra den centralanatolske region, hvoraf de fleste har anonyme tekster og musik.
Efter en 25-årig pause vendte kunstneren tilbage til scenelivet i Tyrkiet med en koncert, han gav på Istanbul Harbiye Open Air Theatre i 2000. Han accepterede ikke titlen " Statskunstner", som den daværende præsident Süleyman Demirel i 2002 anså for passende at give. Han vendte tilbage til Tyrkiet i 2003 og bosatte sig i Izmir.   Han blev i 2006 anset for værdig til TBMM Outstanding Service Award. Han sagde følgende om at afvise titlen som statskunstner: " De tilbød mig titlen som statskunstner." Jeg accepterede ikke tilbuddet og sagde: "Vi er alle kunstnere fra denne stat, og det at være statskunstner føles diskriminerende for mig." Hvis jeg forbliver folkets kunstner, ville det være min største lykke. Jeg har ikke modtaget en krone fra staten indtil videre, jeg har kun accepteret den enestående indsatspris, der er uddelt af den tyrkiske nationalforsamling. Jeg købte den i navnet på vores forfædre, der tjente denne kultur. "
Ertaş, der blev accepteret som en "levende menneskelig skat" ved at blive inkluderet i den tyrkiske nationale fortegnelse inden for rammerne af UNESCO's konvention om beskyttelse af immaterielle kulturarve i 2009, fik titlen "Æresdoktor" af ITU- rådet den 25. april 2011. Hans saz-spillestil og -teknik, hans måde at bruge sin stemme på og synge folkesange, hans identitet som digter/skjald, såvel som den litterære og æstetiske værdi af hans digte og hans repertoire, blev emner for forelæsninger og afhandlinger på universiteter og konservatorier. 

## Død
Han døde af blærekræft på Medical Park Hospital i Izmir, hvor han modtog behandling, den 25. september 2012.  Efter begravelsesbønnen, der blev afholdt i Kırşehir Ahi Evran-moskeen med deltagelse af statsmænd, alle politikere fra regeringen og oppositionen samt tusindvis af mennesker fra alle samfundslag og synspunkter, blev han begravet ved foden af sin far Muharrem Ertaşs grav på Bağbaşı-kirkegården i overensstemmelse med hans testamente. På gravstenen, Pas på, åh menneskehed / Gør ikke ondt, gør ikke en anden sjæl ondt / Enhver sjæl er et hjerte forbundet med Gud / Gør ikke ondt, gør ikke en anden sjæl ondt, respekt, kærlighed, tolerance ... Vores kære "menneskelige" far er skrevet. 

## Hans hukommelse
Hans liv og kunst var først emnet for en dokumentarfilm i fire dele kaldet " Bozkırın Tezenesi ", filmet af TRT-instruktør Hacı Ali Bozkurt i 1999, med Bayram Bilge Tokel som manuskriptforfatter og konsulent. Efter dette, dokumentarfilmen " Bir Yudum İnsan-Neşet Ertaş " (2001) udarbejdet af Nebil Özgentürk ; den tredelte dokumentar " Garip-Neşet Ertaş " (2005) udarbejdet af Can Dündar og Bayram Bilge Tokel ; Cengiz Özkarabekirs " Tek Başına-Neşet Ertaş Documentary " (2010) og "Ah Yalan Dünya" instrueret af Hacı Mehmet Duranoğlu og Atalay Taşdiken (2015) dokumentarfilm blev optaget. Derudover blev stykket “Glæde/Problemer/Kærlighed” skrevet af Şirin Aktemur, som fortæller kunstnerens liv, optaget i statsteatrenes repertoire og opført i Ankara og mange andre byer. (2015)
Den første bog, hvori hans liv og kunst fortælles, er monografien med titlen "Neşet Ertaş-bogen" (Akçağ Yay. 1999) skrevet af Bayram Bilge Tokel. Senere blev Öner Özcans værk med titlen "Hans liv og alle hans folkesange" (Simurg Publishing House, 2001) og Haşim Akmans flodinterview med titlen "En fremmed på hjertets bjerg/Neşet Ertaş-bogen" udgivet af İş Bankası Culture Publications (2006). Bogen med titlen “Garip Bülbül, Neşet Ertaş”, udarbejdet af Erol Parlak om hans kunst og værker, blev udgivet et år efter kunstnerens død (Demos Publishing House, 2013). Senere, i afhængighed af Neşet Ertaşs popularitet og udbredte berømmelse, blev der udgivet mange "bøger", der var langt fra originale og stærkt fyldt med plagiat og citater.
Neşet Ertaşs navn blev givet til gader, skoler, parker og kulturcentre i mange byer, især i Kırşehir og Ankara. Der er også et monument/statue i Kırşehir, hvor han og hans far Muharrem Ertaş befinder sig, bestilt af billedhuggeren Tankut Öktem af Kulturministeriets Generaldirektorat for Kunst. Android-statuen lavet af Adil Çelik er i Kırşehir Neşet Ertaş Sultans of the Heart Culture House. 
Det er planen at omdanne hans hus i Karabağlar- distriktet i Izmir, hvor han tilbragte de sidste år af sit liv, til et museum.  En park i Karabağlar og en station på metrolinjen M3, der passerer gennem distriktet, blev opkaldt efter ham.   Derudover blev der bygget en park i hans navn i Buca og Narlıdere .   

## Hans værker

### Enkeltstykker
Nogle af de mange plader/albums, han lavede mellem 1957 og 1979, som selv han selv har svært ved at huske, er følgende:
- Aşk Elinden Ağlayan
- Bir Leyla Misali
- Ceylan
- Çoban
- Diloyloy Halay Havası(Köprüden Geçti Gelin)
- Engeller Koymuyor Yar Sana Varsam
- Giyindim Kuşandım Gittim Düğüne
- Hareli Gelin
- Hasta Düştüm
- Kıbrıs Destanı
- Sar Leyla Leyla
- Şeytanın Atına Binip Yeldirme
- Tor Şahin Misali
- Uyma Sakın
- Varıp Bir Kız On Yaşına Değince
- Vefasız Yar Aşkına (vay bana vah bana)
- Yardan Tatlısı Bulunmaz
- Yolcu

## Albummer
- 1957: Neden Garip Garip Ötersin Bülbül
- 1960: Gitme Leylam
- 1979: Türküler Yolcu
- 1985: Sazlı Oyun Havaları
- 1987: Türkülerle Yaşayan Efsan/ Deyişler Bozlaklar Türküler
- 1988: Gönül Ne Gezersin Seyran Yerinde
- 1988: Kendim Ettim Kendim Buldum
- 1988: Kibar Kız
- 1989: Hapishanelere Güneş Doğmuyor
- 1989: Sazlı Sözlü Oyun Havaları
- 1990: hata benim.
- 1992: Şirin Kırşehir
- 1993: Kova Kova İndirdiler Yazıya
- 1995: Seçmeler 2
- 1995: Seçmeler 3
- 1995: Seher Vakti
- 1995: Altın Ezgiler 3
- 1995: Benim Yurdum
- 1997: Nostalji 1
- 1998: Ölmeyen Türküler 2
- 1999: Ölmeyen Türküler 3
- 1998: Gönül Yarası

### Neşet Ertaş Collection (17 serier)
- 1999: Zülüf Dökülmüş Yüze 1/ Kayıt tarihi:1969-1974
- 1999: Gönül Dağı 2/ Kayıt tarihi: 1969-1974
- 1999: Zahidem /3
- 1999: Neredesin Sen/4
- 2000: Garibin Dünyada Yüzü Gülemez 5 /Kayıt tarihi: 1969-1974
- 2000: Niye Çattın Kaşlarını/ 6 Kayıt tarihi: 1969-1974
- 2000: Çiçekdağı /7 Kayıt tarihi: 1969-1974
- 2000: Ayaş Yolları/ 8
- 2000: Sevsem Öldürürler /9 Kayıt tarihi: 1974-1986
- 2000: Ağla Sazım /10 Kayıt tarihi: 1974-1986
- 2000: Hata Benim/ 11
- 2001: Dostlara Selam /12
- 2001: Sabreyle Gönül /13
- 2002: Yar Gönlünü Bilenlere /14
- 2002: Vay Vay Dünya/ 15
- 2003: Gurban Olduğum/16
- 2008: Neşet Ertaş 2008/17

## Dokumentar
- Can Dündar, Strange: Dokumentar af Neşet Ertaş, Kalan Music

- TRT Intern Produktion, Steppes Plektrum, TRT

- Cine5 intern produktion, portrætter Neşet Ertaş dokumentar, Cine5